# Anne Margrethe Hausken
Anne Margrethe Hausken, née le 23 janvier 1976, est une spécialiste norvégienne de la course d'orientation.

## Palmarès
- 2008: Vainqueur de la coupe du monde de course d'orientation
- 2008: Médaille d'or au championnat du monde, catégorie sprint
- 2008: Médaille d'or au championnat d'Europe, catégorie longue distance
- 2008: Médaille d'or au championnat d’Europe, catégorie sprint
- 2007: Médaille de bronze au championnat du monde, catégorie relais
- 2005: Médaille d'argent au championnat du monde, catégorie relais
- 2005: Médaille d'argent au championnat du monde, catégorie sprint